# Velikulta
Velikulta var en finländsk skämttidning, vilken utgavs 1895–1917.
Velikulta grundades av ungfinnarna. Motiven för skämten hämtades från det kulturella och det ekonomiska området. Velikultas tecknare var bland andra Louis Sparre, Aleksander Federley och Albert Gebhard, medan Lauri Kyösti, Joel Lehtonen och Aarni Kouta var litterära medhjälpare. Gammalfinnarna övertog Velikulta 1918, då den sammanslogs med skämttidningen Tuulispää.